# Kickboxing
La kickboxing è uno sport da combattimento con origini molto antiche e nativo del Sud-est asiatico, divenuto popolare negli anni '60 in Giappone e poi diffusosi negli USA, che combina le tecniche di calcio tipiche delle arti marziali orientali, soprattutto sudcoreane, ai colpi di pugno propri del pugilato.

## Storia

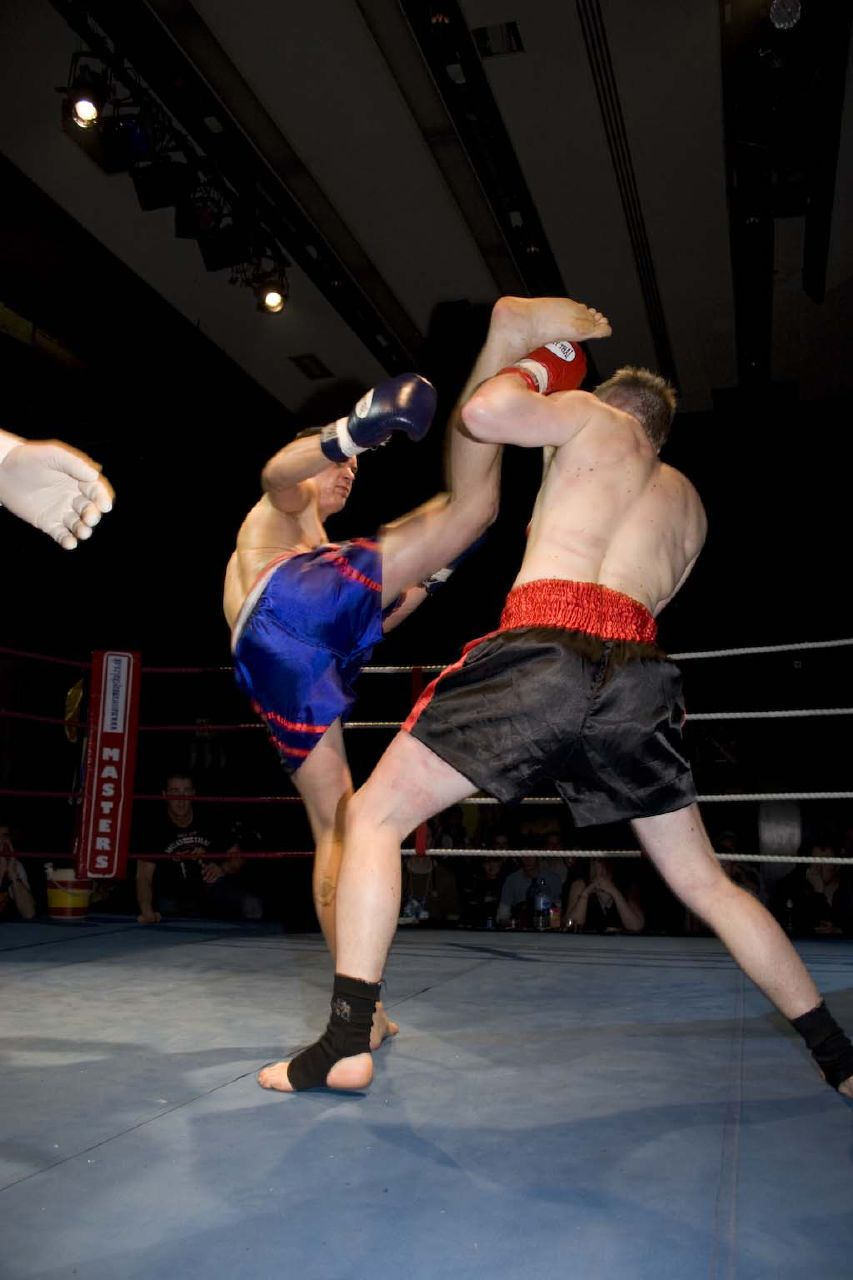
High kick durante un incontro

Nonostante la kickboxing abbia origini molto antiche, la sua versione odierna da cui prende il nome è stata coniata in Giappone negli anni sessanta. In quel periodo le uniche forme di combattimento a contatto pieno erano il full contact karate, il muay thai thailandese, il Sambo russo, il taekwondo sudcoreano e il pugilato.
I giapponesi iniziarono a organizzare gare di karate a contatto pieno (karate full contact).
Questo genere di combattimenti stava acquisendo interesse sempre maggiore finché, negli anni '70, alcuni maestri di arti marziali provarono a sperimentare una nuova formula unendo le tecniche di pugno del pugilato alle tecniche di calcio del karate e del taekwondo, nacque così il Full Contact Karate.
Tuttavia vi fu una certa confusione dei nomi e degli stili, anche in virtù del fatto che nel Full Contact Karate si colpisce con i calci, dal busto in su, mentre nella kickboxing giapponese si potevano dare calci anche alle gambe.
A cavallo tra gli anni ottanta e gli anni novanta con il termine kickboxing spopolò negli Stati Uniti una forma di full contact karate dove gli atleti vestivano dei lunghi e larghi pantaloni e delle apposite scarpe, ed inizialmente era vietato colpire con calci portati sotto la cintura; tra i più importanti enti ed organizzazioni vi erano WKA ed ISKA.
Successivamente, sempre in Giappone, nel 1993, venne organizzato un torneo chiamato K-1, in cui "K" sta per Karate, Kempo e Kickboxing.
In questo torneo le regole sono quelle della kickboxing, ma sono valide anche le ginocchiate senza presa e i pugni saltati e girati.
Lo scopo era mettere sullo stesso quadrato (ring) atleti di diverse arti marziali e sport da combattimento con un regolamento sportivo che permetteva loro di confrontarsi.
Visti i capitali elevatissimi e l'entusiasmo enorme dei giapponesi, in questi avvenimenti, il K-1 (diviso in due tornei: il K-1 World Grand Prix, riservato ai pesi massimi e il K-1 MAX, riservato alla categoria dei pesi medi) divenne il più importante torneo al mondo.
Il termine "K-1" ha assunto attualmente l'accezione di uno sport da combattimento a sé stante, benché vi partecipino atleti provenienti dal muay thai, dalla kickboxing o da altri sport simili; il regolamento del torneo è chiamato K-1 Style.

## Tecniche
Come già accennato, la kickboxing prevede l'uso di tecniche di pugno e di calcio;
le principali sono riportate di seguito:

### Tecniche di pugno
Le tecniche di pugno utilizzate nella kickboxing sono le stesse del pugilato occidentale: diretti, ganci, montanti e combinazioni dei tre:
- diretto: colpo sferrato stendendo completamente il braccio in avanti, a colpire il volto o il busto dell'avversario. È un pugno fondamentale, e viene portato sfruttando la torsione della gamba d'appoggio, della schiena e delle spalle
- gancio: pugno sferrato mantenendo il braccio piegato, ad uncino, ruotando la spalla
- montante: colpo sferrato dal basso verso l'alto, a cercare solitamente il mento dell'avversario, anche se può essere diretto anche al busto o all'addome.

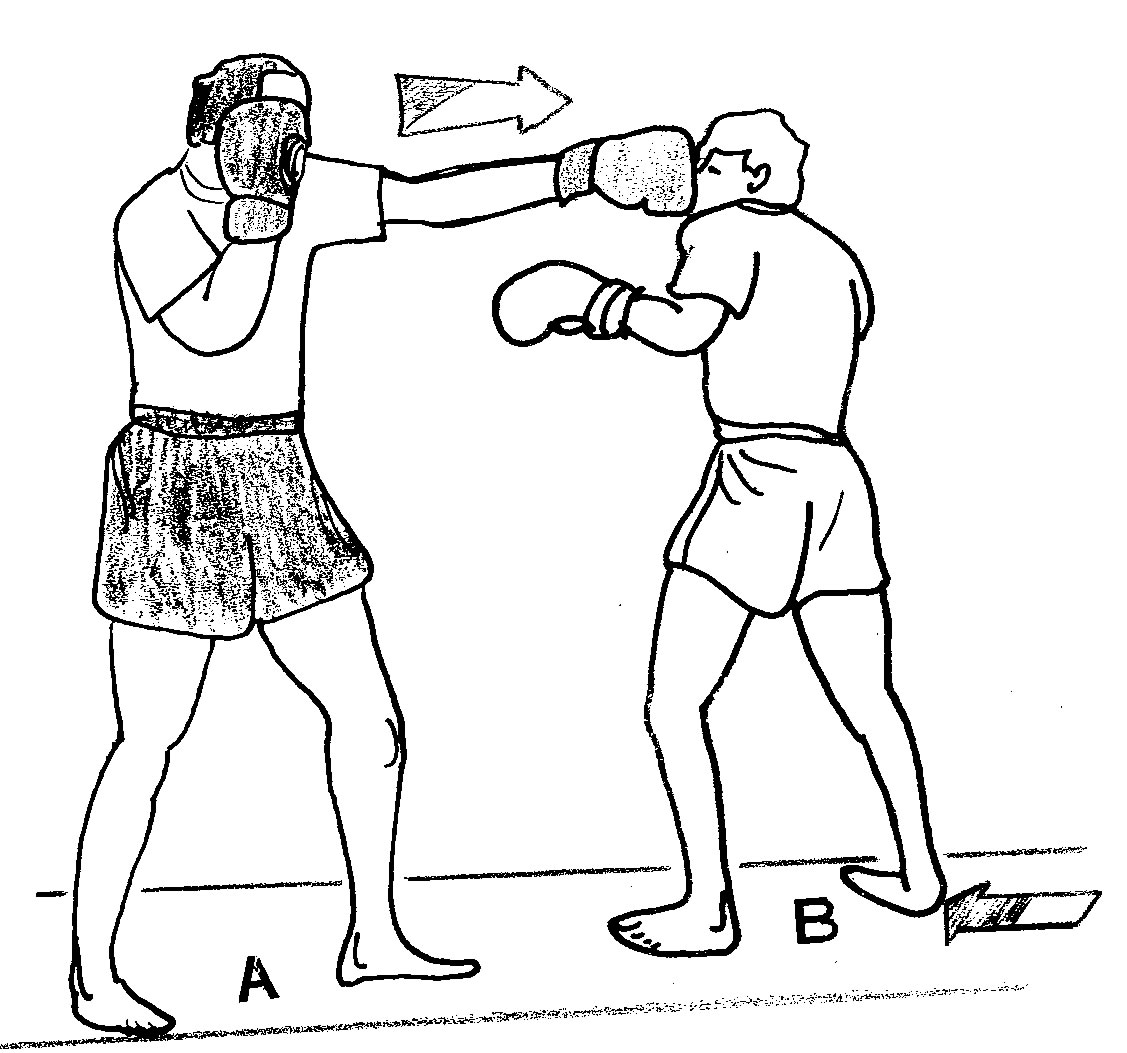
Diretto
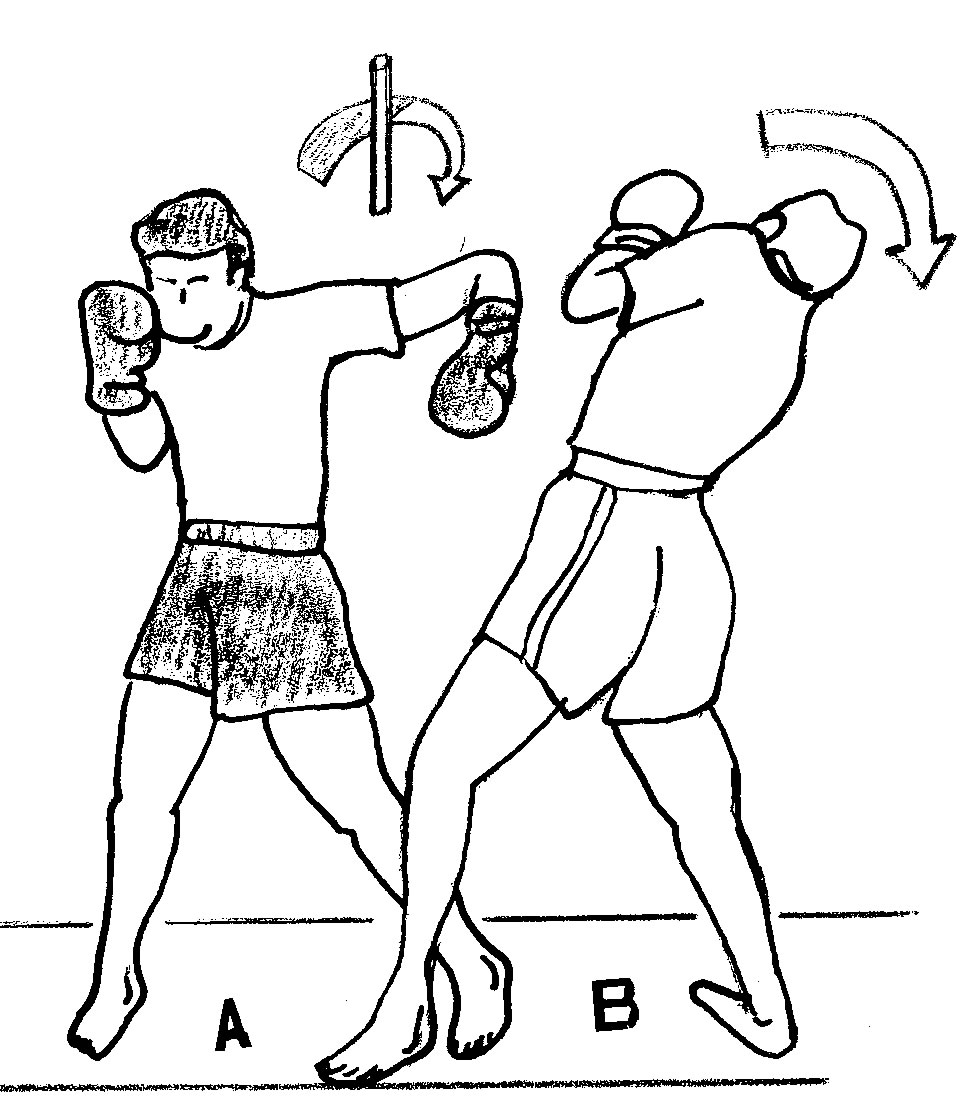
Gancio
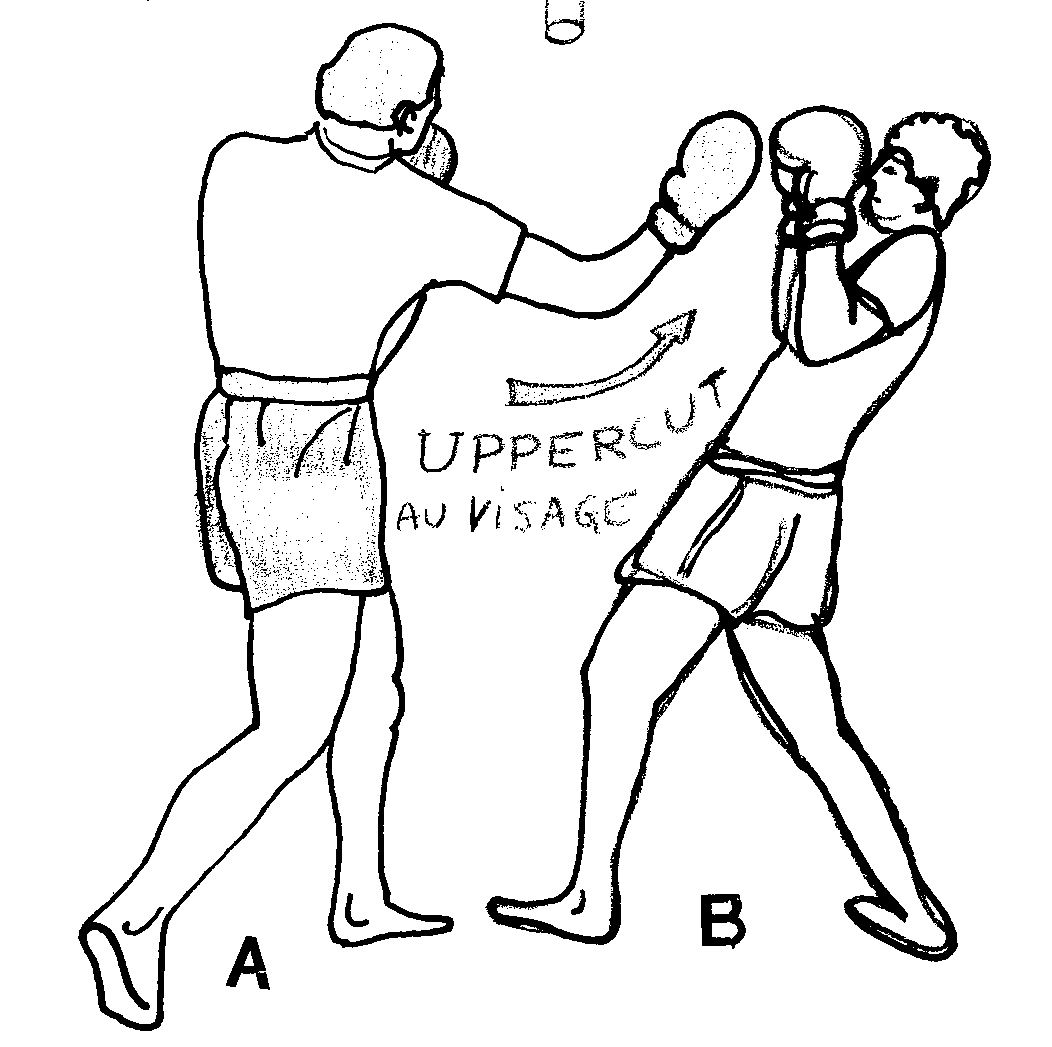
Montante

### Tecniche di calcio
Esistono diverse tecniche di calcio nella kickboxing; di queste alcune vengono considerate fondamentali, altre sono varianti o tecniche speciali che possono essere utilizzate in combattimento.
Le tecniche fondamentali di gamba utilizzate nella kickboxing sono prese soprattutto dalla Corea del Sud e sono:
- calcio frontale: sferrato portando la gamba al petto e poi stendendola in avanti, per colpire con l'avampiede, o più raramente, il tallone.
- calcio laterale: simile al calcio frontale ma sferrato da posizione laterale, ruotando la gamba d'appoggio di 90º e andando a colpire con l'altra utilizzando il taglio del piede.
- calcio circolare: sferrato muovendo la gamba con una traiettoria -appunto- circolare, colpendo con la tibia o con la monta del piede. Viene realizzato torcendo tutto il corpo, a partire dal piede d'appoggio che, nell'esecuzione, ruota di 90º in avanti nella direzione del movimento. Può essere diretto alle gambe dell'avversario, e si parla in questo caso di low kick, al fianco (calcio medio o middle kick) infine al volto (calcio alto o high kick).
- calcio incrociato (crescent kick): la gamba compie un movimento laterale ascendente a colpire il volto.
- calcio ad ascia (o calcio verticale): il movimento è opposto a quello del crescent kick e il piede cade dall'alto verso il basso e lateralmente, usato solitamente per aprire la guardia avversaria.
- calcio ad uncino (hook kick): consiste nel colpire con una traiettoria di rientro effettuando una rotazione di 90° (il colpo va assestato con la pianta piede oppure con il tallone).

Gli stesi tipi di calcio possono essere eseguiti in forme differenti:
- Calci girati (o ruotati): in cui prima di sferrare il calcio si esegue una rotazione dando per un breve periodo la schiena all'avversario.
- Calci saltati (o ad elevazione): in cui prima di sferrare il calcio si esegue un salto.
- Calci saltati-girati: in cui la rotazione viene accelerata saltando.
- Calci a tornado: in cui la rotazione avviene due volte prima di portare il calcio.

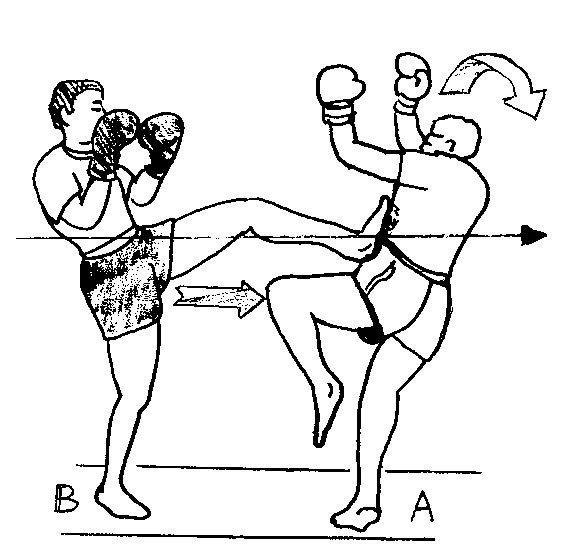
Calcio frontale
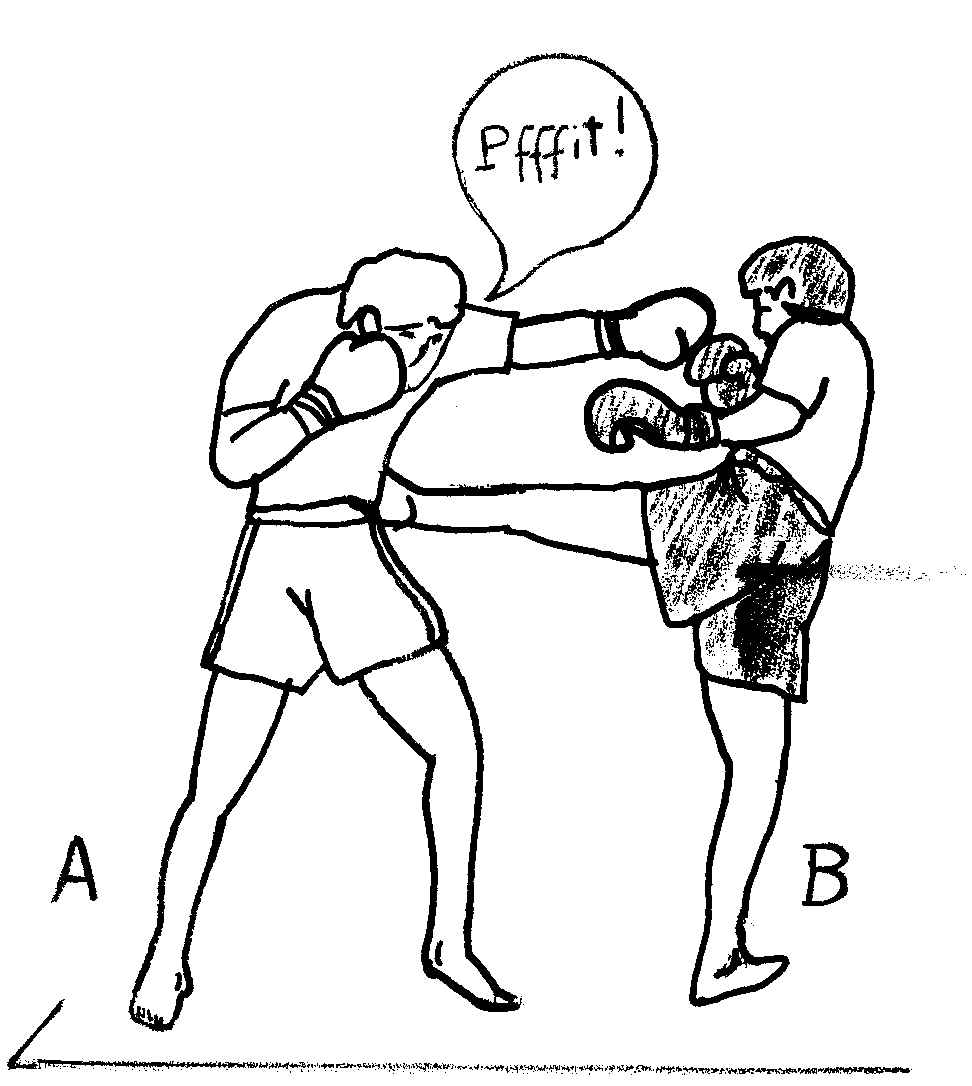
Calcio laterale (nell'immagine in incontro)
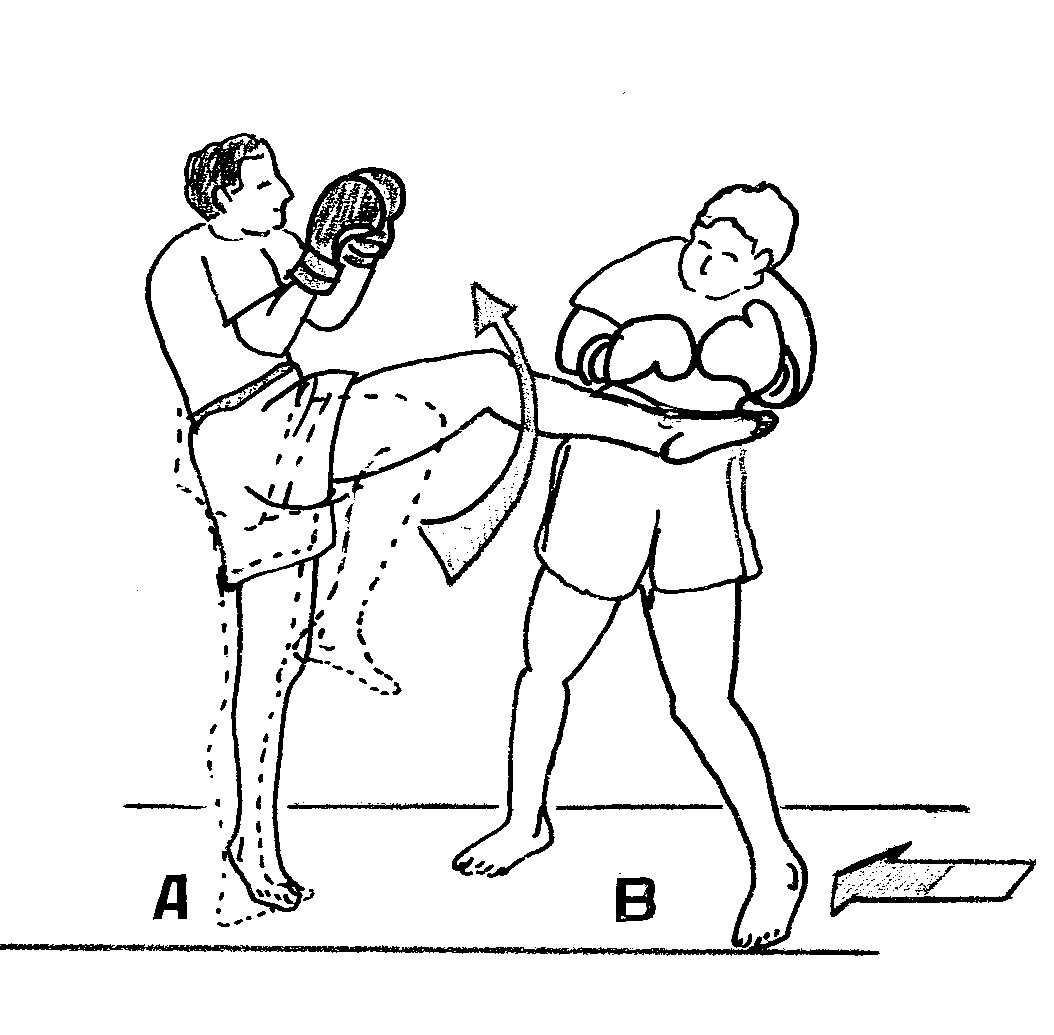
Calcio semi circolare
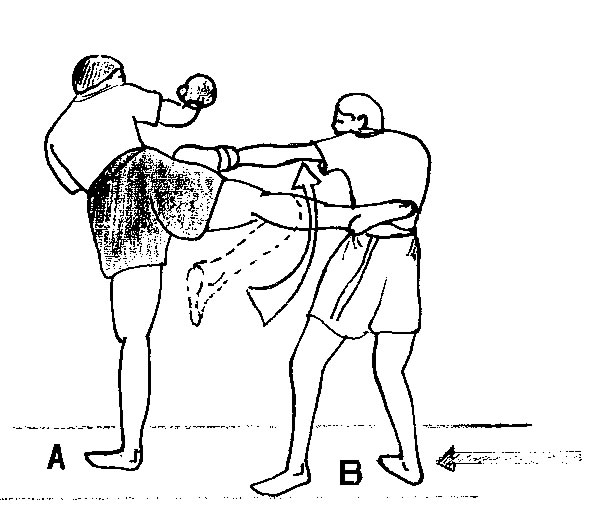
Calcio circolare

Nella versione americana della kickboxing, quella proveniente dall'American Full contact karate, si sono sviluppate tre formule fondamentali: il Semi-contact, il Light-contact e il Full-contact.
Successivamente si sono sviluppate le discipline della Low-kick e della Kick-light.
Per sfruttare al meglio il regolamento, negli anni la tecnica che caratterizza ognuna di queste versioni si è evoluta tanto da rendere completamente diversa l'impostazione e la preparazione degli atleti che la praticano. Per esempio la guardia laterale tipica del semi-contact è considerata pericolosa e da evitare nel full-contact.

## Discipline
La kickboxing prevede sei differenti discipline che possono essere disputate sul tatami (in questo caso si parla di contatto leggero) oppure sul ring (contatto pieno).

## Stili antichi e moderni

### Musti-yuddha
Musti-yuddha è un antico sport da combattimento proveniente dal subcontinente indiano, ed è una delle prime forme di kickboxing, infatti, è uno dei primi sport di cui si hanno tracce che hanno unito l'uso dei calci e dei pugni. Il termine significa letteralmente "pugno di combattimento", dalle parole muṣṭi (pugno) e yuddha (lotta, battaglia, conflitto). Anche se questo sarebbe stato originariamente usato come un termine generale per qualsiasi arte di boxe, oggi di solito si riferisce al Muki boxe da Varanasi, l'unico stile sopravvissuto disarmato. Nel Punjab esiste ancora una forma armata di pugilato chiamata Loh-Musti, in cui i combattenti indossano un anello di ferro su una mano, anche se non è più utilizzato per sparring.
Aspiranti combattenti subiscono anni di apprendistato, indurendo i pugni contro la pietra e altre superfici dure, fino a quando non sono in grado di rompere cocco s e rocce a mani nude. Qualsiasi parte del corpo può essere presa di mira, tranne l'inguine, ma gli obiettivi principali sono la testa e il torace. Le tecniche incorporano pugni, calci, gomitate, ginocchiate e grappling. I pugili non indossano alcuna forma di protezione e combattono a pugni. Le partite possono essere uno contro uno, uno contro un gruppo o un gruppo contro un gruppo. La vittoria può essere ottenuta per knockout, ringout o sottomissione.
L'arte marziale è legata ad altre forme di arti marziali riguardanti l'uso dei pugni uniti ai calci, tra cui la Muay Thai in Thailandia, la Muay Lao in Laos, il Pradal Serey in Cambogia, il Lethwei in Myanmar e l'odierno Kickboxing.

### Kickboxing olandese
La Kickboxing olandese è una forma di Kickboxing che ha avuto molta esposizione mediatica sia nel K-1 che nelle MMA.
È uno stile che combina tecniche della Boxe, della Muay Thai e del Karate Kyokushinkai.
Le sue caratteristiche principali sono: l'enfasi posta sulle combinazioni di boxe e sui calci bassi, l'uso dei push kick e le fasi in clinch, ma queste ultime non sono usate molto per via delle limitazioni poste dalle federazioni di Kickboxing.
Inoltre, consente l'uso delle ginocchiate ma non quello delle gomitate.
Alcuni dei suoi praticanti più famosi sono: Peter Aerts, Ramon Dekkers, Ernesto Hoost, Semmy Schilt, Remy Bonjasky, Melvin Manhoef, Gegard Mousasi, Alistair Overeem, Bas Rutten e tanti altri.

### Kickboxing giapponese
Stile di Kickboxing giapponese predecessore dell'odierna Kickboxing.

### Kickboxing americano
Stile di Kickboxing americano, nato negli anni '70 dopo il boom dello sport in Oriente.

### Kickboxing coreano
Stile di combattimento inventato in Corea del Sud, il Kyuk Too Ki, conosciuto anche come Korean Kickboxing, è uno sport da combattimento a contatto pieno inventato negli anni '90 che andava ad unire i calci tipici del Taekwon-Do alle tecniche della Muay Thai e del Karate kyokushinkai. Gli atleti del Kyuk Too Ki combattono in diverse discipline a contatto pieno, come nella Kickboxing, nel K-1 e MMA.

### Muay Thai
Stile di Kickboxing originario del Sud-est asiatico.

### Muay Lao
Stile di Kickboxing originario del Laos e discendente della Muay boran.

### Pradal Serey
Stile cambogiano, assimilato dalla Muay Lao e dalla Muay thai quando l'Impero Khmer teneva sotto controllo i loro territori d'origine.

### Lethwei
Stile nativo del Myanmar, si pratica a mani nude e ammette l'uso delle testate.

## Discipline da tatami

### Point Fighting
Il point-fighting, che significa "combattimento a punti", è una formula della kickboxing che prevede un combattimento non continuato a punti.
È tra le sei discipline quella che più si avvicina al karate, di cui questo sport è diretto discendente quando questa disciplina era denominata "karate contact" e quando W.A.K.O non stava per "World Association of Kickboxing Organizations" ma era la sigla per "World All Styles Karate Organization".
Infatti come nel karate il combattimento prevede che i due atleti si sfidino sul tatami (a differenza del full-contact dove è previsto un ring), e consiste in combattimenti "al punto" (cioè ad ogni azione valida il combattimento viene fermato e viene assegnato il punto). Altro elemento in comune con il karate, è l'utilizzo delle cinture (dalla bianca alla nera) che graduano gli atleti in base alla loro esperienza.
I due atleti combattono su un tatami di forma quadrata che ha area 7x7. Gli arbitri che dirigono l'incontro sono tre e si mettono sui lati esterni del quadrato di gara in modo da non interferire nel combattimento, fuori dal quadrato viene posizionato un banco sul quale saranno esposti il tabellone segnapunti e il timer.
Il combattimento varia a seconda delle manifestazioni, ma solitamente dura due round di due minuti ciascuno, e consiste nel colpire prima dell'avversario in una delle zone "legali" del corpo dell'avversario (quindi nel tronco e nella testa, escludendo colpi ai genitali, alle gambe, al collo e ai reni).
L'incontro inizia con il "saluto" dei due avversari (provenendo da un'arte marziale il vi è l'obbligo del rispetto dell'avversario) e con l'arbitro che darà il via con il termine "fight"; al termine del "stop" l'arbitro di gara interrompe momentaneamente il combattimento e consultanto gli altri due giudici di gara assegna il punto ad uno dei due contendenti (può essere assegnato anche ad entrambi nel caso in cui siano andati a segno contemporaneamente)
I punti in base ai seguenti criteri:
- Tecnica di pugno al corpo: 1 punto
- Tecnica di pugno alla testa: 1 punto
- Tecnica di pugno in volo: 1 punto
- Tecnica di calcio al corpo: 1 punto
- Tecnica di calcio alla testa: 2 punti
- Tecnica di calcio al corpo in volo: 2 punti
- Tecnica di calcio alla testa in volo: 3 punti
- Tecnica di spazzata seguendo il senso articolare della gamba colpita facendo cadere l'avversario: 1 punto

Durante il combattimento ogni atleta dovrà essere munito delle seguenti protezioni obbligatorie:
- guanti a mano aperta
- paratibia
- calzari
- paradenti
- gomitiere
- conchiglia
- paraseno (solo per le donne)

A differenza delle altre discipline nel point-fighting non vi è praticamente mai l'utilizzo dei "ganci" e dei "montanti" in quanto difficili da eseguirsi senza essere prima colpiti, mentre vengono predilette tutte le tecniche di calcio.
Una tecnica tipica del point fighting è il "blitz", che consiste in un attacco improvviso andando a finire "addosso" all'avversario, tecniche impossibili da utilizzare nelle altre discipline della kickboxing perché poco utile specialmente in caso di contatto pieno.
Poiché il contatto deve essere necessariamente limitato o controllato, richiede soprattutto doti specifiche di rapidità, reattività, prontezza e velocità, richiedendo più una preparazione atletica che una vera preparazione sulla forza.
Il point fighting, facendo un paragone con altri sport, potrebbe essere definito come la "scherma" della kickboxing.

#### Light-contact

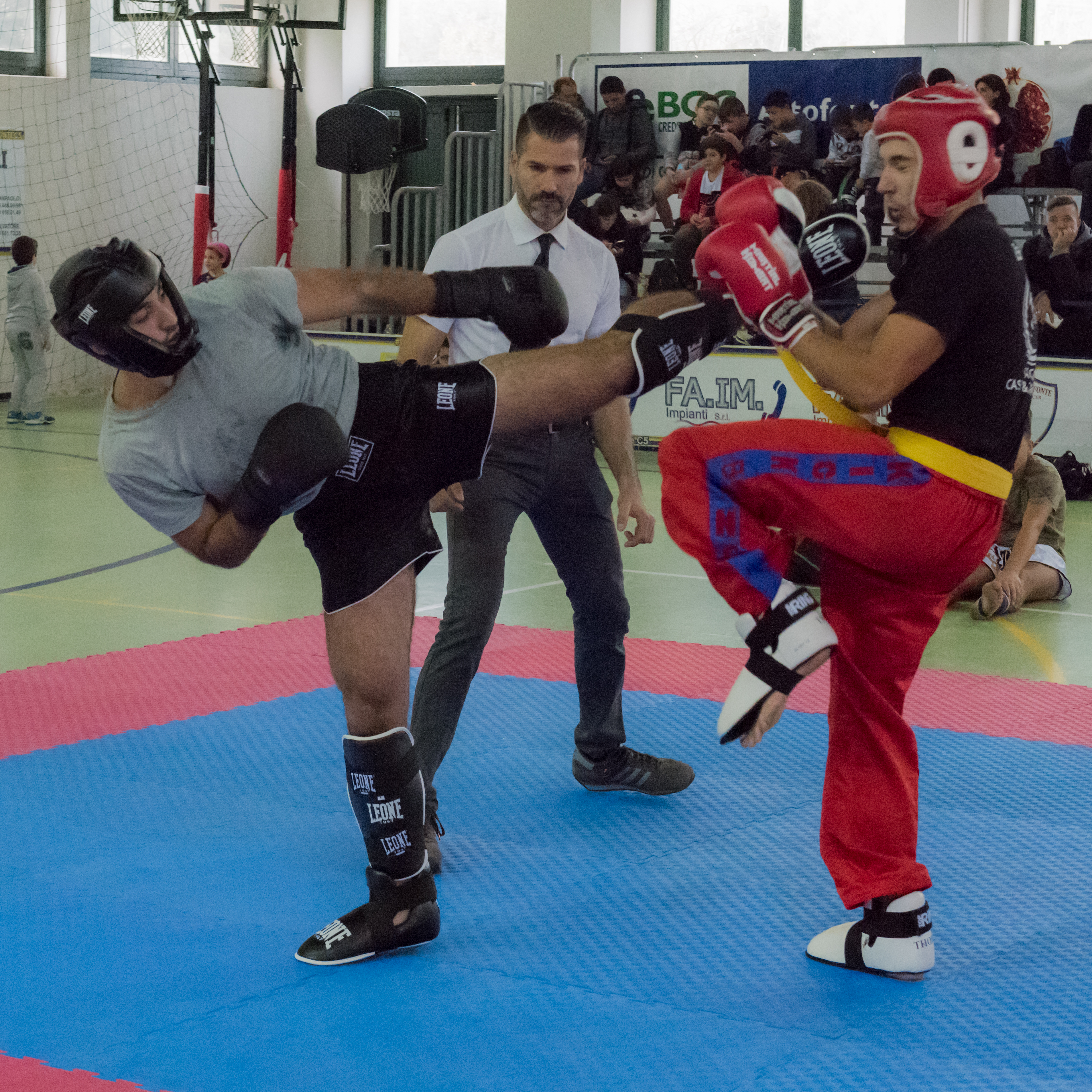
Categoria light contact

Il Light-contact, che letteralmente significa "contatto leggero", ma è inteso anche come "contatto controllato" ed è una formula della kickboxing che prevede un combattimento continuato a punti.
Come nel point fighting, il contatto deve essere necessariamente limitato o controllato, e privilegia soprattutto le doti specifiche di esecuzione tecnica e di pulizia dei colpi che vanno eseguiti con scioltezza e velocità, privilegiando la tecnica alla forza.
I due atleti combattono su un tatami, ma a differenza del point fighting sono liberi di muoversi sul quadrato di gara a loro piacimento, e senza che l'arbitro interrompa il combattimento dopo l'esecuzione di una tecnica portata a segno.
Il combattimento dura due o tre round da due minuti a seconda del tipo di competizione nazionale o internazionale e i due atleti, combattono in posizione di guardia frontale o semifrontale uno dall'altro, possono trovarsi anche a distanza molto stretta e colpirsi a vicenda con le varie tecniche di pugno e di calcio previste.
L'arbitro di gara può fermare l'incontro solo in caso di "break", quando cioè gli atleti si trovano in clinch e vanno distanziati, oppure in caso di richiamo per eccessivo contatto, scorrettezze o uscita dal quadrato di gara: le uscite comportano una sottrazione di un punto fino alla quarta uscita dal tatami dove l'atleta viene squalificato, stesso discorso con i richiami (il primo richiamo però non comporta decurtazione di punti).
Oltre all'arbitro centrale, vi sono tre giudici di gara che servendosi di un cartellino come nel contatto pieno sommano i punti totalizzati, e assegnano la vittoria.
Da poco è stato inserito il sistema easy scoring, dei tabelloni elettronici dove i giudici assegnano i punti con un mouse dedicato, in questo modo si ha la visione effettiva sui monitor dell'andamento dell'incontro.
Poiché nel light-contact non è previsto il K.O., la vittoria è perseguibile soltanto accumulando più punti dell'avversario e in caso di parità decidono si ha la decisione arbitrale di preferenza, nel caso si utilizzo del sistema easy scoring sarà direttamente il sistema a decretare il vincitore.

#### Kick-light
Esiste infine una versione del light-contact, definita Kick Light, che aggiunge alla tradizionale formula del light-contact la possibilità di colpire con i low kick, cioè con i calci circolari bassi nella parte interna o esterna del quadricipite: l'unico tipo di calcio che si può eseguire al di sotto della cintura.
La differenza con il tradizionale light-contact è che nella kick light le distanze si accorciano ulteriormente e l'atleta necessita di una prontezza e di una mobilità maggiore per evitare i pericolosissimi calci portati sotto la cintura e sferrati nella coscia, che naturalmente danno punti.

## Discipline da ring

### Full-contact

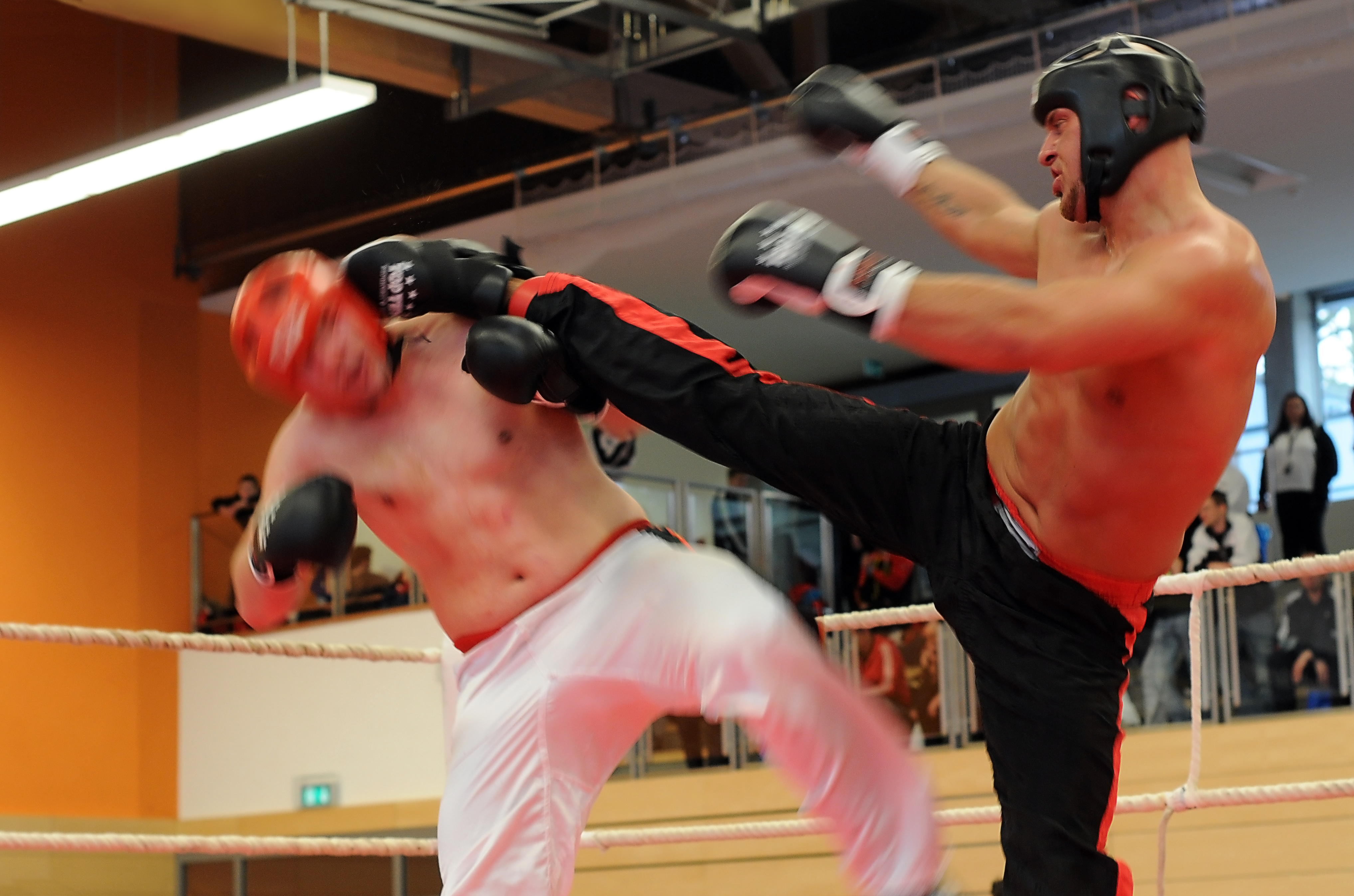
German Open 2010

Il Full-contact, che significa "contatto pieno", e universalmente riconosciuta come la "formula principe" di questo sport. Nato negli USA come variante del Full contact karate, in Europa e nel mondo si distaccò ben presto dall'aspetto marziale, unì subito il pugilato alle tecniche di calcio e diventò con gli anni lo sport da ring per eccellenza.
Prevede un combattimento continuato a pieno contatto e infatti, a differenza del semi-contact e del light-contact, i colpi vanno portati con forza e potenza, privilegiando appunto la forza e l'incisività, unita a stile e precisione.
Nel full-contact, la preparazione fisica degli atleti è molto più importante che nel semi-contact e nel light-contact, perché diversamente da questi, è consentita la vittoria del match anche via Knock-out (K.O.), cioè quando un combattente subisce un colpo tale da rendergli impossibile il proseguire dell'incontro.
I due atleti combattono esclusivamente su un ring da boxe e sono liberi di muoversi sul quadrato di gara a loro piacimento. Il combattimento è suddiviso in round (che possono essere dai tre ai cinque, oppure anche dai dieci ai dodici, a seconda delle federazioni o dell'importanza della competizione) da due minuti. I colpi devono essere portati nel tronco e al volto, sono quindi esclusi i colpi al di sotto della cintura.
Come per il light-contact, c'è un arbitro centrale e altri tre di giuria che assegnano i punti. Se l'incontro dura fino al termine delle riprese stabilite e non vi è stato il K.O. o l'interruzione per intervento del medico di bordo ring, allora la vittoria viene stabilita in base ai punti.
Questa formula ha molte analogie con la preparazione tecnica e atletica della boxe: infatti l'atleta deve prepararsi secondo un ferreo programma di allenamento dal punto di vista atletico e agonistico e perfezionare la precisione dell'impostazione, dei movimenti e della guardia (come nella boxe) che sono di fondamentale importanza durante il match. Inoltre, come per il light-contact, i colpi di calcio e di pugno vanno eseguiti con precisione tecnica e dovizia di perfezione, aggiungendo però una maggiore dose di forza e potenza poiché, a differenza del light, i colpi nel full devono per forza "fare male".

### Low-kick
Esiste una versione del full-contact, definita Low-Kick, che per l'appunto aggiunge alla tradizionale formula del full-contact la possibilità di colpire con i low kick, cioè con i calci circolari bassi nella parte interna o esterna del quadricipite e anche direttamente alla tibia. Dalla fine degli anni '90, questo tipo di competizione è andato scemando in favore delle regole K-1 (v. sotto).

### K-1 Rules
Disciplina nata nei primi anni novanta dall'omonimo torneo che aveva come scopo principale quella di far affrontare atleti provenienti da diverse arti marziali (come Karate, Muay thai, Taekwondo e Sanda) con un regolamento che fosse valido per tutti i tipi di stile.
È considerata la disciplina più completa di tutte in quanto è possibile colpire con tutti i pugni della boxe come il diretto (jab), il gancio (hook), il montante (uppercut) ed inoltre è consentito il pugno-girato (spinning-back) tirato col dorso della mano, con tutti i tipi di calcio (compresi i low-kick) ed inoltre è possibile colpire anche con le ginocchia (si può colpire con qualsiasi parte del ginocchio, in tutti i bersagli consentiti, importante in caso di clinch è dare una sola ginocchiata e poi lasciare l'avversario).
Non sono consentite le proiezioni (tuttavia è possibile afferrare la gamba dell'avversario ed entro pochissimi secondi spazzare sulla gamba di appoggio).
La grande spettacolarità ha fatto sì che nascessero molte federazioni che organizzassero tornei con il regolamento del K-1 (la più grande attualmente è il Glory), e che molti atleti professionisti combattessero in questa disciplina come Giorgio Petrosyan, Raymond Daniels, Mirko Cro Cop, Ernesto Hoost,Mike Zambidis,Peter Aerts, Badr Hari, Rico Verhoeven, Buakaw e Andy Hug.